# 곡구역
곡구역(谷口驛)은 조선민주주의인민공화국 함경남도 리원군 곡구리에 위치한 평라선의 역이다. 여객과 화물을 모두 취급한다. 이 역은 같은 이름의 역참이 조선 시대부터 존재한 것으로 간주된다.

## 연혁
- 1927년 12월 1일: 함경선 군선 - 단천 간 개통과 함께 영업 개시[3]
- 일자 불명: 평라선으로 편입